# Нове-Мястечко
Нове-Мястечко (пол. Nowe Miasteczko)  —  город  в Польше, входит в Любушское воеводство,  Новосольский повят.  Имеет статус городско-сельской гмины. Занимает площадь 3,39 км². Население — 2823 человек (на 2004 год).

## Фотографии

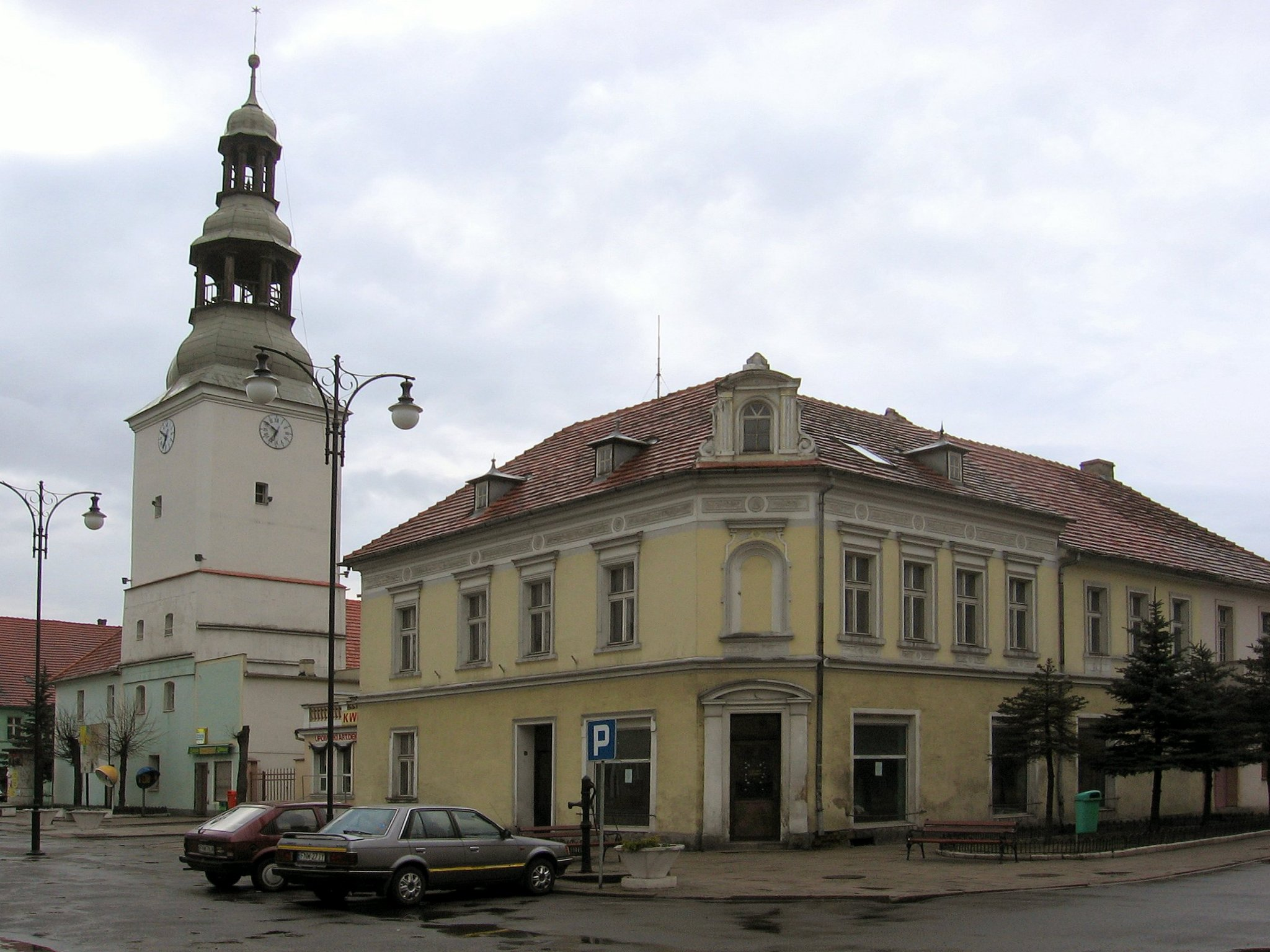
Рынок
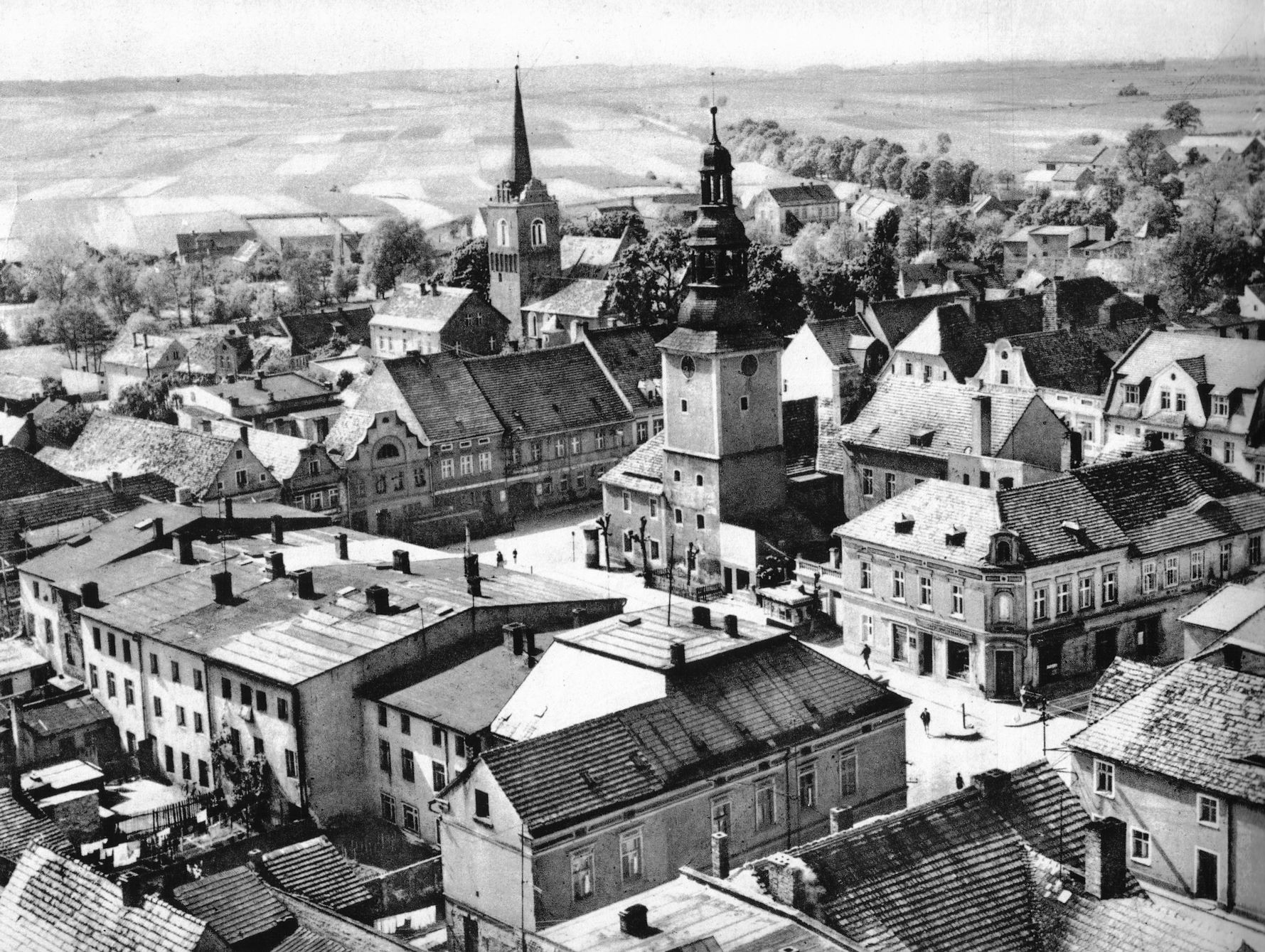
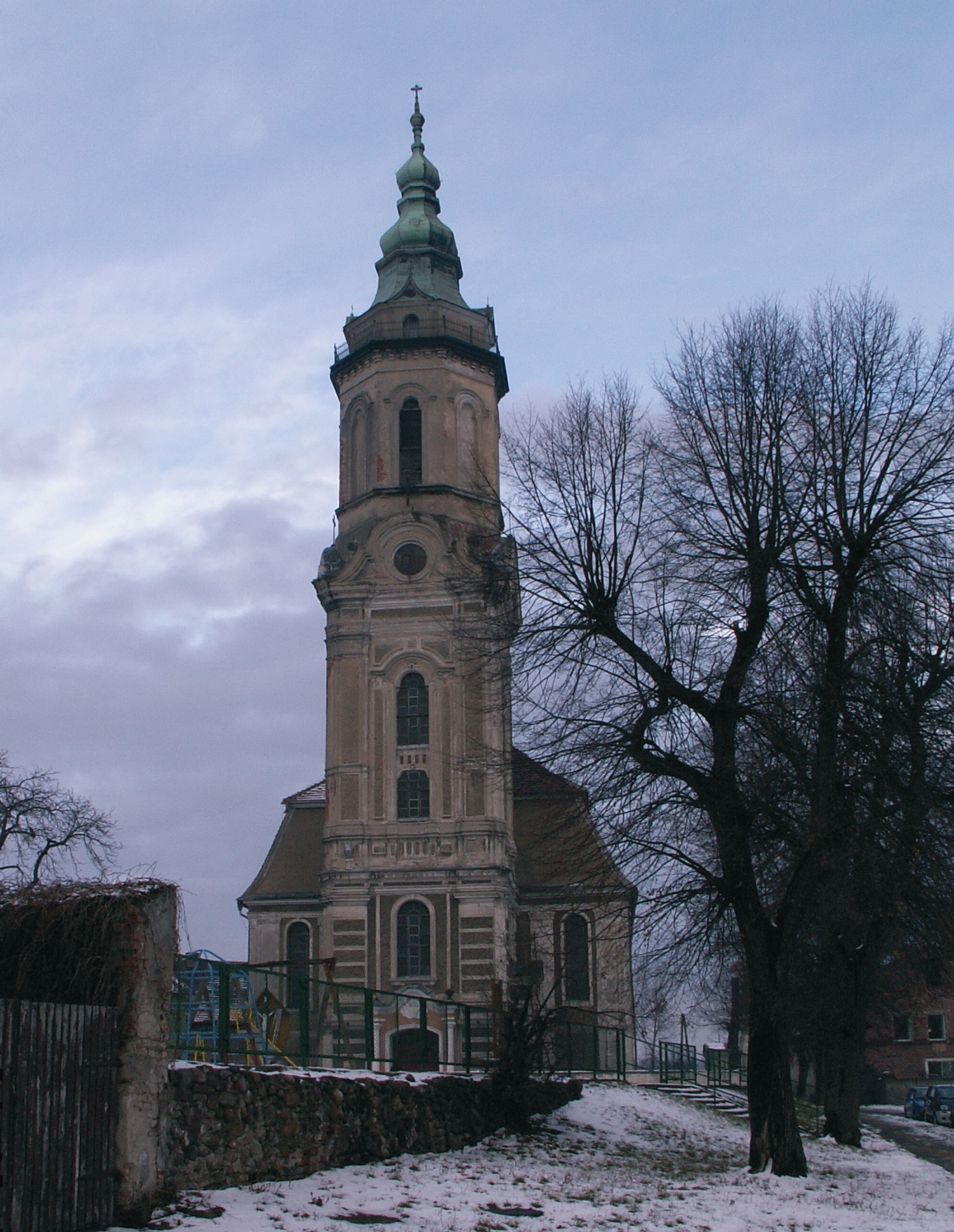
Костёл